# 20-я танковая бригада (2-го формирования)
20-я танковая бригада — танковая бригада Красной армии в годы Великой Отечественной войны. Сформирована во Владимире с 1 по 8 октября 1941 года на базе 34-й и 48-й танковых дивизий.
В октябре 1941 года 18-я, 19-я (первый эшелон) и 20-я (второй эшелон обороны) танковые бригады были приданы 32-й стрелковой дивизии.
В октябре-декабре 1941 года участвовала в Московской битве, вела упорные оборонительные бои в районах Можайска, Звенигорода и Кубинки. В декабре 1941 — январе 1942 года бригада перешла в контрнаступление, в результате которого был освобождён Можайск, а советские войска закрепились на подступах к Гжатску (ныне Гагарин, Смоленская область).
В конце июля 1942 года поддерживала наступление частей 8-го гвардейского стрелкового корпуса в ходе Погорело-Городищенской операции. До конца 1942 года во взаимодействии с другими войсками обороняла ржевско-вяземский рубеж.
В июле 1943 года была срочно переброшена под Курск, где с 26 июля вместе с частями 8-го гвардейского стрелкового корпуса перешла в наступление.
В феврале 1944 года бригада передислоцирована на 1-й Украинский фронт, где участвовала в Проскуровско-Черновицкой наступательной операции. Летом 1944 года участвовала в Белорусской операции. За прорыв обороны немцев западнее Ковель награждена орденом Красного Знамени, а за освобождение города Седлец (Седльце, Польша) бригаде было присвоено почётное наименование «Седлецкой». В августе 1944 года переброшена к реке Висле, где участвовала в расширении и закреплении Пулавского плацдарма.
С 14 января 1945 года бригада участвовала в Висло-Одерской операции. Войдя в прорыв южнее Варшавы, и сломав упорное сопротивление немецких войск, бригада прошла с боями до 750 километров и совместно с другими советскими частями освободила ряд польских городов. За прорыв немецкой обороны бригада награждена орденом Суворова II степени.
3 февраля 1945 года танкисты бригады вышли к реке Одер в районе города Франкфурт-на-Одере (Германия). Войну танкисты бригады закончили в Берлине. Не менее 5 воинов бригады были удостоены звания Героя Советского Союза, и не менее четырёх стали полными кавалерами ордена Славы.
Полное наименование: «20-я танковая Седлецкая Краснознамённая ордена Суворова бригада».

## История

### Формирование
Сформирована во Владимире с 1 по 8 октября 1941 года на базе 34-й и 48-й танковых дивизий по штатам № 010/75 — 010/83 и 010/87 от 13 сентября 1941:
- Управление бригады — 54 чел.
- Рота управления — 175 чел.
- Разведывательная рота — 107 чел.
- 20-й танковый полк — 422 чел.
  - 1-й танковый батальон
  - 2-й танковый батальон
- Мотострелково-пулемётный батальон — 422 чел.
- Зенитный дивизион
- Ремонтно-восстановительная рота — 91 чел.
- Автотранспортная рота — 62 чел.
- Медико-санитарный взвод — 28 чел.

Командиром бригады с 1 сентября 1941 года назначен полковник Т. С. Орленко.
К 7 октября 1941 года 20-й танковый полк бригады получил на вооружение 29 танков Т-34-76, прибывших вместе с экипажами со Сталинградского тракторного завода. Остальная материальная часть была получена по пути следования на фронт: 20 Т-26, 12 Т-40 и 8 САУ ЗИС-30 — 57-мм противотанковых орудий на тягачах (для мотострелкового батальона). При этом танки Т-26 были не новыми, а прибыли с ремонтной базы, заводились с трудом, с буксировки, а 14 из них не заводились вовсе. Их экипажи были слабо подготовлены. К 10 октября на вооружении бригады находился 61 танк.

### На можайском направлении обороны Москвы
С начала октября до декабря 1941 в составе войск 5-й армии бригада участвовала в Московской битве, вела упорные оборонительные бои в районах Можайска, Звенигорода и Кубинки.
11 октября 1941 года 20-я танковая бригада прибыла из Владимира в район станции Шаликово и вошла в состав 5-й армии. Совместно с 18-й, 19-й танковыми бригадами и 32-й стрелковой дивизией, прибывшей с Дальнего Востока, держала оборону на Бородинском поле. 18-я, 19-я танковые бригады и 32-я стрелковая дивизия находились в первом эшелоне обороне, а танкисты 20-й танковой бригады — во втором. Когда противник прорвался на участке 32-й стрелковой дивизии на Бородинском поле, 20-я танковая бригада развернулась, была закопана в землю и встретила немецкую бронетехнику прицельным огнём.
14 октября при поездке в район расположения 20-го танкового полка у Артемки (Можайский район) полковник Т. С. Орленко остановил две автомашины, пытавшиеся выехать из района боевых действий в тыл и потребовал от находившихся в машинах вернуться на фронт. В ответ неизвестный выстрелами из револьвера смертельно ранил офицера. Тимофей Семёнович был доставлен в госпиталь № 393, но к тому времени уже скончался. Командиром бригады стал бывший командир 20-го танкового полка полковник Георгий Петрович Антонов.
15 октября немецкие передовые части прорвались к деревне Артемкино. На помощь пехоте и артиллерии из резерва подоспела 20-я танковая бригада, которая в первом же бою уничтожила 10 танков, 15 орудий, 1 броневик и 7 пулемётов противника. Деревню удалось отбить.
В течение октября 1941 года бригада, находясь в подчинении начальника Можайского УР, вела оборонительные бои с наступающими частями противника, которые продвигались к Москве вдоль шоссейных дорог, в районе Артёмки, под Можайском и далее в районе Тучково (Рузский район Московской области). Благодаря активным действиям бригады, наступление немецких войск и их союзников на этих направлениях было задержано, советские танкисты нанесли им существенные потери. С 11 октября поддерживала 9-ю танковую бригаду и в течение трёх суток оборонялась на реке Протва в районе Боровска. В этот район, прикрывая отход частей 43-й армии, с боями отходила и 17-я танковая бригада.

### Контрнаступление под Москвой
В ноябре—декабре 1941 года бригада, проведя успешные оборонительные бои, в составе войск 5-й армии перешла в контрнаступление, в районах Покровское, Бушарино, Волково, Рязань, Пронское (Одинцовский район Московской области). Немецкие части оказывали ожесточённое сопротивление и сами контратаковали. В декабре 1941 года в районе Юшково (под Голицыно, Одинцовский район) части бригады отразили атаку танков и пехоты противника, остановив их дальнейшее продвижение на восток и, нанеся им большие потери в живой силе и материальной части, вынудили их к отходу.
16 декабря командиром 20-й танковой бригады назначен полковник Н. П. Константинов, который в этой должности прошёл всю войну.
Во второй половине декабря 1941 года бригада вела бои в районе Успенское, заняв ряд населённых пунктов.
К 23 декабря в бригаде осталось всего 5 танков: 1 Т-34, 1 Т-26, 1 Т-60, 2 «Валентайн» и один бронеавтомобиль БА-20.
С 28 декабря 1941 года полк был упразднён, и в составе бригады были сформированы два батальона:
- 20-й танковый батальон;
- 136-й танковый батальон.

136-й танковый батальон был первой частью в составе 5-й армии, имевшей на вооружении «иномарки»: помимо советских 10 танков Т-34, 10 Т-60, в Горьком были получены 9 английских танков «Валентайн» и 3 «Матильды». Танкисты проходили обучение непосредственно на фронте. 15 января 1942 года командование батальона составило «Краткий отчёт о действиях MK. III», который, предположительно, был одним из первых документов с оценкой техники союзников. В выводах отмечалось, что по опыту применения «Валентайнов», «в целом, MK. III — хорошая боевая машина с мощным вооружением, хорошей проходимостью, способная действовать против живой силы, укреплений и танков противника.»

### Ржевско-Вяземская операция
В январе 1942 года советское контрнаступление под Москвой было выделено в отдельную операцию — Ржевско-Вяземскую операцию Калининского и Западного фронтов. В ходе наступления танки бригады использовались для непосредственной поддержки пехоты при прорыве оборонительной полосы противника на рубеже реки Москва. В частности, 21 января танкисты бригады поднимали в атаку советскую пехоту при освобождении Рузы.
С 8 февраля в составе ударной группы 5-й армии (50-я, 32-я, 144-я стрелковые дивизии и 43-я стрелковая бригада) бригада вела бои в районе деревень Ощепково, Жихарёво (ныне не существуют, южнее деревни Некрасово Можайского района) с задачей выйти в тыл гжатской группировки противника. Танкисты бригады совместно с пехотными частями блокировали ряд укреплённых опорных пунктов противника. Однако советские войска не смогли преодолеть Васильковский узел сопротивления немцев, находящийся в 16 км юго-восточнее города Гжатска (ныне Гагарин, Смоленская область). Этот узел входил в общую оборонительную систему Гжатского укреплённого района немцев, преодоление которого было завершено только в 1943 году.
В марте-апреле 1942 года, действуя в тесном взаимодействии с пехотой, танкисты захватили ряд сильно укреплённых пунктов — Чурилово, Кострово и Долгинево (ныне не сохранились, в районе деревни Рыльково Можайского района).
За период январь—март 1942 года потери бригады составили (убитыми, ранеными и пропавшими без вести):
- январь — 55 человек, пополнения не получала
- февраль — 372 человека, получено пополнения 282 чел.
- март — 249 человек, получено пополнения 227 чел.

Итого: 646 человек, получено пополнения 509 чел.
В апреле 1942 года бригада выведена в резерв для доукомплектования.
За проявленную отвагу и мужество в битве за Москву и Ржевско-Вяземской операции 64 человека личного состава бригады были награждены правительственными наградами.

### Дальнейшие боевые действия
В конце июля 1942 года 20-я танковая бригада была передана в состав 20-й армии. В ходе Погорело-Городищенской операции поддерживала наступление частей 8-го гвардейского стрелкового корпуса. Наступление началось от станции Шаховская, Погорелое Городище на Ржев. К 7 августа в бригаде почти не осталось танков.
До конца 1942 года во взаимодействии с другими войсками обороняла ржевско-вяземский рубеж.
В июле 1943 года 20-я танковая бригада была включена в состав 11-го танкового корпуса и срочно переброшена под Курск. 26 июля вместе с частями 8-го гвардейского стрелкового корпуса танкисты перешли в наступление.
В конце августа 11-й танковый корпус был переброшен на Южный фронт, войска которого во взаимодействии с соединениями Юго-Западного фронта развернули наступление за освобождение Донбасса (Донбасская и Мелитопольская операции). В бою под Гуляйполе (Запорожская область) был ранен командир бригады полковник Н. П. Константинов, однако, отказавшись от госпитализации, продолжал командовать бригадой.
После четырёх месяцев пребывания в Резерве Верховного Главнокомандования в феврале 1944 года 11-й танковый корпус передислоцирован на 1-й Украинский фронт, где в составе 13-й армии участвовал в Проскуровско-Черновицкой наступательной операции. В апреле того же года корпус был передан в подчинение 1-го Белорусского фронта.
Летом 1944 года 11-й танковый корпус в составе 8-й гвардейской армии участвовал в Белорусской операции. 18 июля был введён в прорыв и устремился вперёд из района Ковеля (Волынская область), в составе конно-механизированной группы генерала Крюкова форсировал реку Западный Буг, обгоняя пехоту.
19 июля 20-я танковая бригада получила приказ — прорвать оборону противника и овладеть городом Седлец, который был хорошо подготовлен к обороне и являлся одним из главных опорных пунктов на подступах к Варшаве. 24 июля 1944 года прорвав оборону противника, танки бригады с десантом устремилась к городу Седлец. В районе польского города Радзынь (ныне Радзынь-Подляски), стремясь сорвать наступление советских войск, противник предпринял контратаку пехоты с танками. В этом бою погиб красноармеец Н. А. Кириленко, ведя бой с окружившими его солдатами противника до последнего патрона, подорвав их и себя гранатой. Части 11-го танкового корпуса успешно противостояли удару крупной группировки вермахта во фланг наступающих на Люблин (Польша) частей 1-го Белорусского фронта.
За освобождение города Седлец (Седльце, Польша) 20-й танковой бригаде было присвоено почётное наименование «Седлецкой».
В августе 1944 года, сразу после взятия города Седлец, части 20-й танковой бригады были переброшены к реке Висле, принимали участие в расширении и закреплении Пулавского плацдарма. Осенью 1944 года на Пулавском плацдарме 20-я танковая бригада, развивая наступление в направлении Радом-Томашув, овладела крупным населённым пунктом Плец. При отражении немецкой контратаки на позиции бригады у населённого пункта Плец отличился капитан В. П. Науменко, который развернул свой танковый батальон назад и оказал своевременную помощь.
С 14 января 1945 года бригада участвовала в Висло-Одерской операции, войдя в прорыв и разгромив тылы 23-й танковой дивизии противника. При этом советскими танкистами были уничтожены 38 танков и самоходных орудий, что обеспечило дальнейшее продвижение 11-го танкового корпуса. Ломая упорное сопротивление немецких войск, бригада прошла с боями до 750 километров, форсировала реки Радомка, Пилица, Варта и совместно с другими советскими частями освободила польские города Зволень, Радом, Лодзь, Томашув, Модлин, Познань, Жеркув, Сьрем, Гродзиск, Чемпинь, Вольштын и Бомст (Бабимост).
3 февраля 1945 года танкисты бригады вышли к реке Одер в районе города Франкфурт-на-Одере (Германия). Всего за период боёв от Вислы до Одера бригада уничтожила 187 танков и штурмовых орудий, 167 различных артиллерийских орудий, пять самолётов, до 250 автомашин, 38 бронетранспортёров, убито до восьми тысяч солдат и офицеров противника. Кроме того, захвачено 60 танков и самоходных орудий, 80 артиллерийских орудий различного калибра, 514 автомашин, 16 бронетранспортёров, восемь эшелонов с военными грузами, 17 складов, взято в плен около 600 солдат и офицеров.
Войну танкисты бригады закончили в Берлине.

## В составе
Периоды вхождения в состав Действующей армии:
- с 11.10.1941 по 21.01.1943;
- с 20.07.1943 по 21.10.1943;
- с 15.02.1944 по 06.04.1944;
- с 29.04.1944 по 09.05.1945.

| Дата          | Корпус               | Армия                 | Фронт (военный округ)                |
| ------------- | -------------------- | --------------------- | ------------------------------------ |
| на 01.10.1941 | —                    | —                     | Московский военный округ             |
| на 01.11.1941 | —                    | 5-я армия             | Западный фронт                       |
| на 01.12.1941 | —                    | 5-я армия             | Западный фронт                       |
| на 01.01.1942 | —                    | 5-я армия             | Западный фронт                       |
| на 01.02.1942 | —                    | 5-я армия             | Западный фронт                       |
| на 01.03.1942 | —                    | 5-я армия             | Западный фронт                       |
| на 01.04.1942 | —                    | 5-я армия             | Западный фронт                       |
| на 01.05.1942 | —                    | 5-я армия             | Западный фронт                       |
| на 01.06.1942 | —                    | 5-я армия             | Западный фронт                       |
| на 01.07.1942 | —                    | 5-я армия             | Западный фронт                       |
| на 01.08.1942 | —                    | 20-я армия            | Западный фронт                       |
| на 01.09.1942 | —                    | 20-я армия            | Западный фронт                       |
| на 01.10.1942 | —                    | 20-я армия            | Западный фронт                       |
| на 01.11.1942 | —                    | 20-я армия            | Западный фронт                       |
| на 01.12.1942 | —                    | 29-я армия            | Западный фронт                       |
| на 01.01.1943 | —                    | 31-я армия            | Западный фронт                       |
| на 01.02.1943 | —                    | —                     | Московский военный округ             |
| на 01.03.1943 | —                    | —                     | Московский военный округ             |
| на 01.04.1943 | —                    | —                     | Московский военный округ             |
| на 01.05.1943 | —                    | —                     | Московский военный округ             |
| на 01.06.1943 | —                    | —                     | Московский военный округ             |
| на 01.07.1943 | 11-й танковый корпус | —                     | Московский военный округ             |
| на 01.08.1943 | 11-й танковый корпус | 4-я танковая армия    | Брянский фронт                       |
| на 01.09.1943 | 11-й танковый корпус | —                     | Южный фронт                          |
| на 01.10.1943 | 11-й танковый корпус | —                     | Южный фронт                          |
| на 01.11.1943 | 11-й танковый корпус | —                     | Резерв Верховного Главнокомандования |
| на 01.12.1943 | 11-й танковый корпус | —                     | Резерв Верховного Главнокомандования |
| на 01.01.1944 | 11-й танковый корпус | —                     | Резерв Верховного Главнокомандования |
| на 01.02.1944 | 11-й танковый корпус | —                     | Резерв Верховного Главнокомандования |
| на 01.03.1944 | 11-й танковый корпус | 13-я армия            | 1-й Украинский фронт                 |
| на 01.04.1944 | 11-й танковый корпус | 13-я армия            | 1-й Украинский фронт                 |
| на 01.05.1944 | 11-й танковый корпус | —                     | 1-й Белорусский фронт                |
| на 01.06.1944 | 11-й танковый корпус | —                     | 1-й Белорусский фронт                |
| на 01.07.1944 | 11-й танковый корпус | —                     | 1-й Белорусский фронт                |
| на 01.08.1944 | 11-й танковый корпус | —                     | 1-й Белорусский фронт                |
| на 01.09.1944 | 11-й танковый корпус | 69-я армия            | 1-й Белорусский фронт                |
| на 01.10.1944 | 11-й танковый корпус | 69-я армия            | 1-й Белорусский фронт                |
| на 01.11.1944 | 11-й танковый корпус | 69-я армия            | 1-й Белорусский фронт                |
| на 01.12.1944 | 11-й танковый корпус | 69-я армия            | 1-й Белорусский фронт                |
| на 01.01.1945 | 11-й танковый корпус | 69-я армия            | 1-й Белорусский фронт                |
| на 01.02.1945 | 11-й танковый корпус | —                     | 1-й Белорусский фронт                |
| на 01.03.1945 | 11-й танковый корпус | 8-я гвардейская армия | 1-й Белорусский фронт                |
| на 01.04.1945 | 11-й танковый корпус | 8-я гвардейская армия | 1-й Белорусский фронт                |
| на 01.05.1945 | 11-й танковый корпус | 5-я ударная армия     | 1-й Белорусский фронт                |

## Командный состав бригады
- Командиры бригады
- полковник Орленко, Тимофей Семёнович — с 01.09.1941 по 01.10.1941
- полковник Антонов, Георгий Петрович — с 02.10.1941 по 15.12.1941
- полковник Константинов, Николай Павлович — с 16.12.1941 по 09.05.1945
- Заместитель командира бригады по строевой части
- 00.09.1941 - 00.12.1941 ПРИКОЛОТИН Никита Дмитриевич, полковник
- 19.01.1942 - 30.04.1942 ЛИБЕРМАН Роман Александрович, майор
- 00.05.1942 - 00.12.1942 СОКОЛОВ Виктор Петрович, майор
- 14.11.1942 - ? МОЛЧАНОВ Василий Степанович, майор
- .04.1943 - 30.09.1943	БАРАНЮК Василий Никифорович, майор, с 31.07.1943 подполковник
- 16.01.1944 - 21.07.1944 ПАВЛУШКО Аркадий Тимофеевич, подполковник, с 21.02.1944
- полковник на 02.45 Абих, Виктор Фёдорович, подполковник
- Начальники штаба бригады
- 06.1941 - 00.02.1942	ЛУКЬЯНОВ Александр Иванович, капитан (в декабре 1941 ранен и эвакуирован в госпиталь)
- 15.02.1942 - 00.04.1942 БАРШТЕЙН Яков Абрамович, майор
- 9.05.1942 - 08.12.1942 КОЛЕСНИКОВ Семен Гаврилович, майор (08.12.1942 ранен)
- 12.1942 - 00.09.1943	БРАГИН Аркадий Игнатович, майор
- 25.09.1943 - 10.06.1945 Шевченко, Николай Васильевич, майор, с 10.08.1944 подполковник
- Военные комиссары бригады, с 09.10.1942 г. - заместители командира бригады по политической части
- 27.09.1941 - 27.04.1942 ГРИЩЕНКО Иван Федорович, полковой комиссар
- 30.05.1942 - 19.06.1943 ЧЕРНОВ Григорий Родионович, ст. батальон. комиссар, с * 23.11.1942 подполковник
- Заместитель командира бригады по технической части (до 02.08.1944 - помощник командира по технической части)
- Начальник политотдела (с июня 1943 г. он же заместитель командира по политической части)
- 9.1941 - 19.03.1942 РАХМАНОВ Алексей Васильевич, батальон. комиссар, 07.01.1942 ст. батальон. комиссар
- 19.03.1942 - 19.06.1943 НАЗАРОВ Иван Константинович, батальон. комиссар, 22.12.1942 подполковник
- 6.1943 - 16.07.1945 ЧЕРНОВ Григорий Родионович, подполковник

## Отличившиеся воины бригады
Герои Советского Союза:
| № | Фото | Фамилия Имя Отчество годы жизни                         | Должность                                                             | Звание                  | Дата Указа            | Обстоятельства подвига |
| - | ---- | ------------------------------------------------------- | --------------------------------------------------------------------- | ----------------------- | --------------------- | --- |
| 1 |      | Бербетов Иван Петрович (7.6.1923 — 19.1.2007)           | командир танкового взвода                                             | старший лейтенант       | 24.3.1945             | За мужество и героизм, проявленные при освобождении Польши                                                                       |
| 2 |      | Булгаков Александр Герасимович (19.2.1910 — 28.11.1984) | командир танкового батальона                                          | капитан                 | 26.9.1944             | За мужество и героизм, проявленные при освобождении Польши                                                                       |
| 3 |      | Григорьев Алексей Григорьевич (01.3.1917 — 28.11.1998)  | командир роты танкового батальона                                     | капитан                 | 31.5.1945             | За мужество и героизм, проявленные при взятии Берлина                                                                            |
| 4 |      | Кириленко Николай Аверьянович (1923 — 24.7.1944)        | автоматчик танкодесантной роты моторизованного батальона автоматчиков | красноармеец            | 24.3.1945 (посмертно) | За мужество и героизм, проявленные при отражении контратаки противника в районе польского города Радзынь (ныне Радзынь-Подляски) |
| 5 |      | Константинов Николай Павлович (21.11.1908 — 4.8.1991)   | командир бригады                                                      | полковник               | 6.4.1945              | За умелое командование бригадой в период 1941—1945                                                                               |
| 6 |      | Котов Яков Михайлович (23.3.1921 — 10.12.1990)          | механик-водитель                                                      | гвардии старший сержант | 31.5.1945             | За мужество и героизм, проявленные при взятии Берлина                                                                            |
| 7 |      | Науменко Виктор Петрович (22.10.1921 — 19.9.2006)       | командир 3-го танкового батальона                                     | капитан                 | 27.2.1945             | За форсирование реки Одер и удерживание плацдарма в районе города Франкфурт-на-Одере (Германия)                                  |
| 8 |      | Поздняков Фёдор Григорьевич (16.02.1908 — 25.7.1944)    | командир 2-го танкового батальона                                     | капитан                 | 29.9.1944             | За освобождение города Лукув (Польша)                                                                                            |

Полные кавалеры ордена Славы:
| № | Фото | Фамилия Имя Отчество годы жизни                    | 3 степень  | 2 степень  | 1 степень  | Обстоятельства подвигов |
| - | ---- | -------------------------------------------------- | ---------- | ---------- | ---------- | --- |
| 1 |      | Батов Александр Иванович (16.11.1922 — 10.5.1992)  | 7.8.1944   | 8.3.1945   | 15.05.1946 | - Во время рейда на город Парачев, действуя в головном дозоре, сменил раненого командира взвода и успешно руководил подразделением. Своими действиями разведчики обеспечили взятие города основными силами танковой бригады. В районе города Брест (Беларусь) лично пленил 5 солдат противника - За участие в освобождении польских городов Зволень, Радом, Лодзь, Томашув, Модлин, Познань и других. За это время более 30 раз ходил в разведку, лично уничтожил до 40 немецких солдат и офицеров и 18 человек взял в плен - 10 февраля 1945 года в районе города Зберск (Польша) вместе со взводом разведчиков в течение двух часов отбивал контратаки противника. Лично сразил 10 немецких солдат. Будучи раненым, поля боя не оставил |
| 2 |      | Бучнев Михаил Васильевич (23.02.1920 — 28.08.1984) | 11.8.1944  | 8.3.1945   | 31.05.1945 | |
| 3 |      | Дорошенко Иван Игнатьевич (1913 — 14.09.1999)      | 23.08.1944 | 18.03.1945 | 15.05.1946 | |
| 4 |      | Дудко Фёдор Иванович (25.09.1923 — 14.10.1981)     | 8.02.1944  | 15.04.1945 | 15.05.1946 | |

- Ефименко, Максим Афанасьевич, сержант, командир орудия танка.
- Мосякин, Кирилл Евгеньевич, ефрейтор, командир отделения автоматчиков.
- Никитин, Иван Никитович, старший сержант, командир танка Т-34

## Награды и наименования
| Награда, наименование             | Дата                                                           | За что получена |
| --------------------------------- | -------------------------------------------------------------- | --- |
| Почётное наименование «Седлецкая» | Приказ Верховного Главнокомандующего № 0263 от 12.08.1944 года | В ознаменование одержанной победы и за отличие в боях по взятию города Седлец (ныне Седльце, Польша).                                                                                |
| Орден Красного Знамени            | Указ Президиума ВС СССР от 9.08.1944 года                      | За образцовое выполнение заданий командования на фронте борьбы с немецкими захватчиками в боях при прорыве обороны немцев западнее Ковель и проявленные при этом доблесть и мужество |
| Орден Суворова II степени         | Указ Президиума ВС СССР от 19.02.1945 года                     | За образцовое выполнение заданий командования на фронте борьбы с немецкими захватчиками в боях при прорыве обороны немцев южнее Варшавы и проявленные при этом доблесть и мужество   |

## Память
В средней школе № 23 города Владимир есть музей боевой славы 20-й танковой Седлецкой Краснознамённой бригады, в котором представлены материалы о бригаде. В одной из школ города Москвы создан музей боевой славы 11-го танкового корпуса, в состав которого входила 20-я танковая бригада. В Агафоново (Одинцовский район Московской области) установлен памятный знак 20-й танковой бригаде..